# Дроздов (Приморский край)
Дроздо́в — железнодорожная станция (тип населенного пункта) в Спасском районе Приморского края. Входит в состав Александровского сельского поселения.

## Этимология
Названа в честь инженера-путейца Дроздова, принимавшего участие в строительстве Уссурийской железной дороги.

## География
Расстояние до районного центра Спасск-Дальний (на юг по автотрассе «Уссури») около 30 км.
Автомобильная дорога к Дроздову идёт на запад от автотрассы «Уссури» через сёла Анненку и Александровку. Расстояние до трассы «Уссури» около 10 км.

## Население
| 2002 | 2010 |
| ---- | ---- |
| 76   | ↘71  |

## Улицы
В населённом пункте имеется одна улица: Зелёная.

## Инфраструктура
Путевое хозяйство Транссиба.